# عبد الحليم زريبيع
عبد الحليم زريبيع هو ممثل جزائري، ولد بمدينة تندوف، جنوب غرب الجزائر، بدأ نشاطه الفني قبل التحاقه بالمعهد العالي للفنون المسرحية بدمشق في سوريا وذلك سنة 1987م. له عدّة أعمال مسرحية كممثل وكمخرج، ومنها مسرحية نهاية لعبة والحكواتي الأخير وانسوا هيروسترات ومسرى ومسرحية الصحراء الأخيرة وشهرزاد لالة النساء وبنات لير. شارك بالتمثيل بمسلسل الإمام عام 2017م. الوفات الاربعاء 25 اكتوبر 2023